# Saint-Nazaire (quận)
Quận Saint-Nazaire là một quận của Pháp, nằm ở tỉnh Loire-Atlantique, ở vùng Pays de la Loire. Quận này có 15 tổng và 57 xã.

## Các đơn vị hành chính

### Các tổng
Các tổng của quận Saint-Nazaire là: 
1. La Baule-Escoublac
2. Bourgneuf-en-Retz
3. Le Croisic
4. Guérande
5. Herbignac
6. Montoir-de-Bretagne
7. Paimboeuf
8. Pontchâteau
9. Pornic
10. Saint-Gildas-des-Bois
11. Saint-Nazaire-Centre
12. Saint-Nazaire-Est
13. Saint-Nazaire-Ouest
14. Saint-Père-en-Retz
15. Savenay

### Các xã
Các xã của quận Saint-Nazaire, và mã INSEE là: 
| 1. Arthon-en-Retz (44005)          | 2. Assérac (44006)                   | 3. Batz-sur-Mer (44010)           | 4. Besné (44013)                      |
| 5. Bourgneuf-en-Retz (44021)       | 6. Bouée (44019)                     | 7. Campbon (44025)                | 8. Chauvé (44038)                     |
| 9. Chéméré (44040)                 | 10. Corsept (44046)                  | 11. Crossac (44050)               | 12. Donges (44052)                    |
| 13. Drefféac (44053)               | 14. Fresnay-en-Retz (44059)          | 15. Frossay (44061)               | 16. Guenrouet (44068)                 |
| 17. Guérande (44069)               | 18. Herbignac (44072)                | 19. La Baule-Escoublac (44055)    | 20. La Bernerie-en-Retz (44012)       |
| 21. La Chapelle-Launay (44033)     | 22. La Chapelle-des-Marais (44030)   | 23. La Plaine-sur-Mer (44126)     | 24. La Turballe (44211)               |
| 25. Lavau-sur-Loire (44080)        | 26. Le Croisic (44049)               | 27. Le Pouliguen (44135)          | 28. Les Moutiers-en-Retz (44106)      |
| 29. Malville (44089)               | 30. Mesquer (44097)                  | 31. Missillac (44098)             | 32. Montoir-de-Bretagne (44103)       |
| 33. Paimbœuf (44116)               | 34. Piriac-sur-Mer (44125)           | 35. Pontchâteau (44129)           | 36. Pornic (44131)                    |
| 37. Pornichet (44132)              | 38. Prinquiau (44137)                | 39. Préfailles (44136)            | 40. Quilly (44139)                    |
| 41. Saint-André-des-Eaux (44151)   | 42. Saint-Brevin-les-Pins (44154)    | 43. Saint-Gildas-des-Bois (44161) | 44. Saint-Hilaire-de-Chaléons (44164) |
| 45. Saint-Joachim (44168)          | 46. Saint-Lyphard (44175)            | 47. Saint-Malo-de-Guersac (44176) | 48. Saint-Michel-Chef-Chef (44182)    |
| 49. Saint-Molf (44183)             | 50. Saint-Nazaire (44184)            | 51. Saint-Père-en-Retz (44187)    | 52. Saint-Viaud (44192)               |
| 53. Sainte-Anne-sur-Brivet (44152) | 54. Sainte-Reine-de-Bretagne (44189) | 55. Savenay (44195)               | 56. Sévérac (44196)                   |
| 57. Trignac (44210)                |                                      |                                   |                                       |